# Fint
De fint (Alosa fallax) is een vis uit de haringfamilie en kan zestig centimeter lang worden.

## Algemeen
Vanwege de stippen op zijn flanken wordt hij ook wel de 'gestipte reuzenharing' genoemd. Zijn andere bijnaam is de 'meivis', omdat hij in het voorjaar in de getijdenzone van de grote rivieren wordt gevangen. In de jaren 20 en '30 van de 20e eeuw werd de fint op grote schaal gevangen door beroepsvissers uit Woudrichem en Boven-Hardinxveld op de Boven-Merwede en Nieuwe Merwede. Dit gebeurde door middel van zogenaamd drijvend want. Dit waren staande netten waarmee de bovenste waterlagen werden afgevist. De beste vangsten werden gedaan bij keren van het tij. De vis werd verkocht als consumptievis, maar was minder waard dan de elft en nog minder gewaardeerd dan zalm en zeeforel.
De fint is een anadrome vis, hij leeft dus in zee, maar paait in de monding van rivieren. Als de watertemperatuur boven de 11 graden Celsius komt, trekken de dieren de rivieren op. Daar waar de getijden nog merkbaar zijn, zetten ze hun eieren af in ondieptes met grind en zand.

## Verspreiding en paai
De fint komt in het noordelijke deel van de oostelijke kustzones van de Atlantische Oceaan voor, van Marokko tot Noorwegen en daarnaast in de Oostzee.
Tot de jaren dertig was de fint een algemene vis, met in bijvoorbeeld 1938 een vangst van een miljoen finten. Door overbevissing, de afsluiting van het Haringvliet en bodemvervuiling verdween de fint nagenoeg uit het stroomgebied van de Rijn, Schelde en de Maas.
Er bleven elders wel paaigebieden, bijvoorbeeld in Groot-Brittannië, Frankrijk en Spanje. Na de afsluiting van het Haringvliet trokken er nog wel finten het Rijngebied in via de Nieuwe Waterweg, maar of ze hier paaien is niet bekend. De aantallen door sportvissers gevangen finten in de Nieuwe Waterweg bij Hoek van Holland nemen sinds 2010 toe. Tevens worden regelmatig grote aantallen jonge exemplaren, kleiner dan 10 centimeter, in de nabijheid van de Haringvlietsluizen aangetroffen. Sedert 2013 paait fint in de Zeeschelde tussen Steendorp en Den Briel (Baasrode). Vooral ter hoogte van Branst zijn de paaiactiviteiten duidelijk waarneembaar. In Groningen, in het Eems-Dollard-estuarium, komt de fint incidenteel voor.
In het Belgisch deel van de Schelde wordt de fint sinds 2003 weer regelmatig gevangen.

## Wettelijke regels, bescherming en beheer
Omdat de paaiende populatie in Nederland was uitgestorven staat de fint als 'verdwenen uit Nederland' op de rode lijst. Verder wordt de fint genoemd in de bijlage 2 en 5 van de Habitatrichtlijn. Daarom heeft de Nederlandse overheid de taak om beschermingszones voor de fint aan te wijzen.